# Roneisha McGregor
Roneisha McGregor (9 de outubro de 1997) é uma atleta jamaicana, medalhista olímpica.
Nos Jogos Olímpicos de Verão de 2020, conquistou a medalha de bronze na prova de revezamento 4×400 metros feminino com o tempo de 3:21.24 minutos, ao lado de Janieve Russell, Shericka Jackson, Candice McLeod, Junelle Bromfield e Stacey-Ann Williams. Ela também competiu no revezamento misto 4×400 metros no Campeonato Mundial de Atletismo de 2019, ficando a medalha de prata.